# Marc Verdon
Pour les articles homonymes, voir Verdon.
Marc Verdon, né le 20 juin 1931 à Rochefort (Charente-Inférieure) et mort le 1er janvier 2022 à Châtellerault,, est un homme politique français.

## Détail des fonctions et des mandats
Mandat parlementaire
- 25 juillet 1981 - 1er avril 1986 : Député de la 2e circonscription de la Vienne